# Bertmainius
Genre
Bertmainius est un genre d'araignées mygalomorphes de la famille des Migidae.

## Distribution
Les espèces de ce genre sont endémiques d'Australie-Occidentale.

## Liste des espèces
Selon World Spider Catalog (version 17.5, 21/09/2016) :
- Bertmainius colonus Harvey, Main, Rix & Cooper, 2015
- Bertmainius monachus Harvey, Main, Rix & Cooper, 2015
- Bertmainius mysticus Harvey, Main, Rix & Cooper, 2015
- Bertmainius opimus Harvey, Main, Rix & Cooper, 2015
- Bertmainius pandus Harvey, Main, Rix & Cooper, 2015
- Bertmainius tingle (Main, 1991)
- Bertmainius tumidus Harvey, Main, Rix & Cooper, 2015

## Étymologie
Ce genre est nommé en l'honneur d'Albert Russell Main.

## Publication originale
- Harvey, Main, Rix & Cooper, 2015 : Refugia within refugia: in situ speciation and conservation of threatened Bertmainius (Araneae: Migidae), a new genus of relictual trapdoor spiders endemic to the mesic zone of south-western Australia. Invertebrate Systematics vol. 29, no 6, p. 511-553.